# Xerocoprinus
Xerocoprinus is een monotypisch geslacht van schimmels behorend tot de familie Agaricaceae. Het geslacht bevat alleen Xerocoprinus arenarius.